# شلیر
شلیر (به آلمانی: Schlier) یک شهر در آلمان است که در رافنسبورگ واقع شده‌است.